# Halde Trages

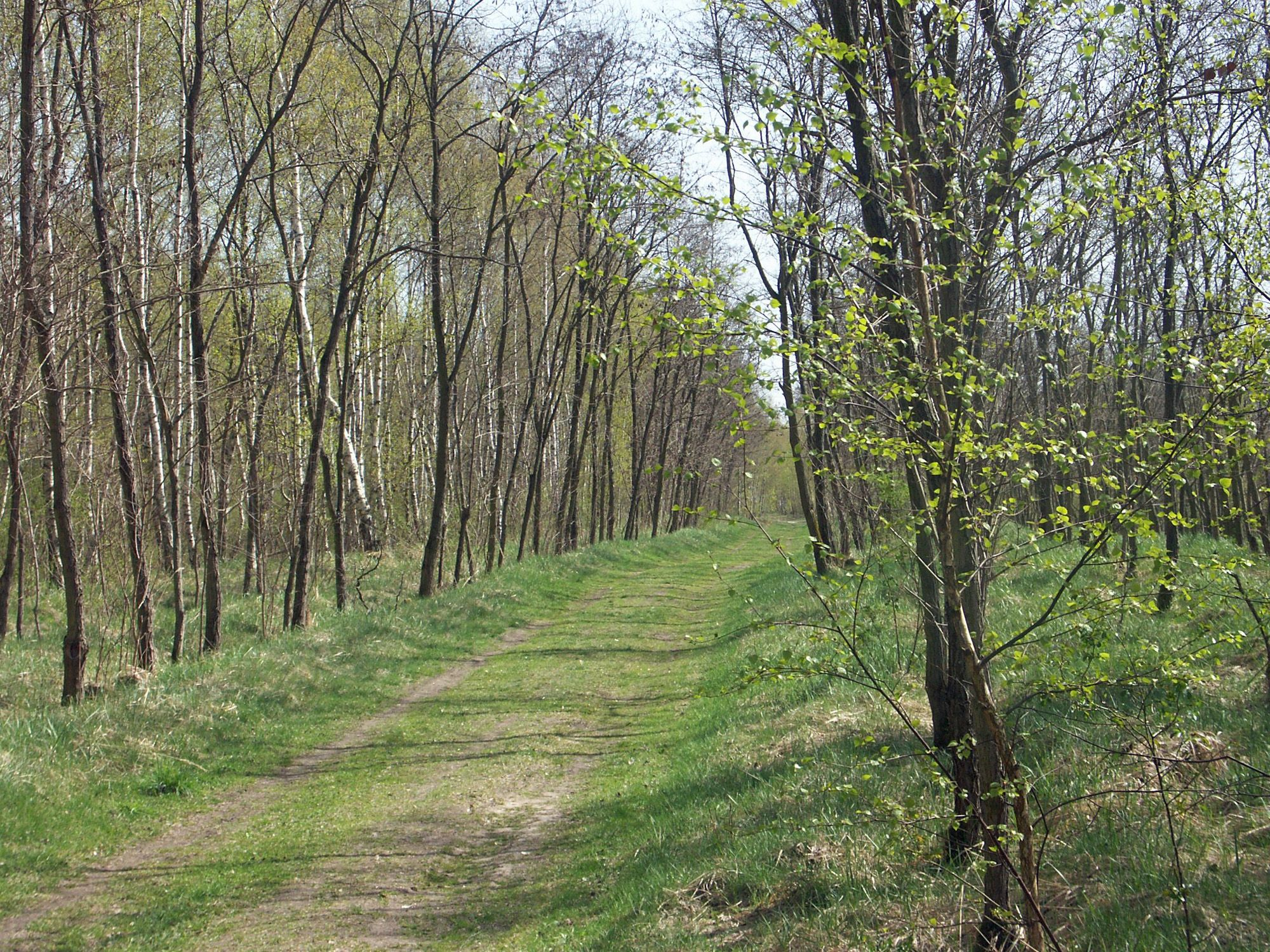
Frühling auf der Halde Trages

Die Halde Trages (mitunter auch Hochhalde Trages) ist ein künstlich aufgeschütteter, plateauartiger Hügel, der beim Aufschluss des Tagebaus Espenhain entstanden ist und nach dem benachbarten Dorf Trages benannt wurde. Die Halde Trages ist bewaldet und stellt eine der höchsten Erhebungen des Direktionsbezirks Leipzig dar.

## Lage und Größe
Die Halde Trages liegt etwa 20 Kilometer südsüdöstlich des Zentrums von Leipzig zwischen den Dörfern Mölbis, Trages und Thierbach sowie dem Gelände des ehemaligen Kombinats Espenhain.
Die Halde hat annähernd die Form eines gleichseitigen Dreiecks. Die drei Basiskanten des Haldenkörpers haben im Mittel eine Kantenlänge von etwa 2,2 Kilometern. Das ergibt eine Grundfläche von zirka 200 Hektar. Die Kanten des Plateaus, das ebenfalls in etwa die dreieckige Form der Grundfläche hat, sind ungefähr 1,1 Kilometer lang. Die maximale Höhe des Plateaus über der Haldenumgebung beträgt 66 Meter bzw. 231 Meter über NN; damit wird die Halde zum Beispiel vom Collmberg (312 m) und Löbenberg (240 m) überragt. Die Anstiegswinkel der nördlichen und der südlichen Böschung liegen bei 20 bis 25 Grad, jener der Ostflanke bei 30 bis 35 Grad. Das Volumen des Haldenkörpers beträgt 85 Millionen Kubikmeter.
Über die Halde führt ein etwa zehn Kilometer langer, mit Informationstafeln versehener Rundweg. Der Zugang zu diesem Weg ist in Mölbis, alternativ kann man die von Espenhain kommende (für Kfz gesperrte) Straße nehmen.

## Geschichte

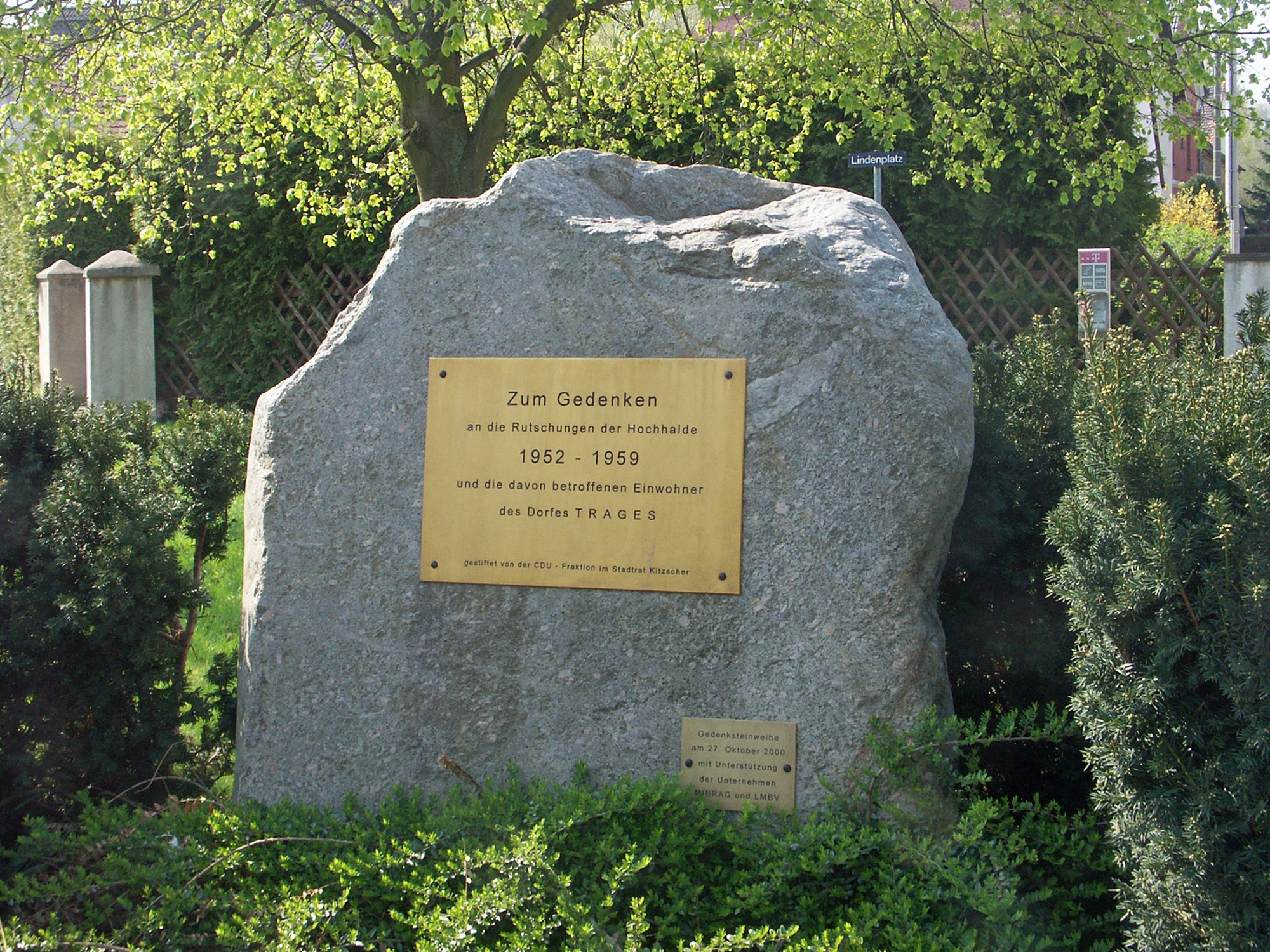
Gedenkstein an die Haldenrutschungen 1952–1959

Als 1937 nördlich von Espenhain mit dem Aufschluss des Tagebaus Espenhain begonnen wurde, mussten die als erstes ausgehobenen Abraummassen untergebracht werden. Sie wurden mit Zügen über sechs bis acht Kilometer in das oben beschriebene Gebiet gefahren und dort mit zwei Großabsetzern verteilt. Dabei war aus der Grube bis auf das Haldenplateau ein Höhenunterschied von bis zu 120 Metern zu überwinden. Das Kippengebiet waren vorher Feldfluren und das Waldgebiet des Ober- und Untergebirkigt. Das verkippte Material war je nach seiner Tiefenlage vor der Abbaggerung pleistozänen (Geschiebelehm bzw. -mergel, Kiese, Sande, Löß) oligozänen (extrem gleichkörnige Meeressande) oder eozänen (Sande mit kohligen Beimengungen) Ursprungs. Das letztere Material veranlasste die Bewohner der umliegenden Dörfer nach dem Zweiten Weltkrieg unerlaubterweise auf der Halde nach Kohleanteilen zu suchen.
Bereits 1950 begannen auf dem Plateau Aufforstungsarbeiten, die bis 1964 andauerten. Es wurden insgesamt etwa eine Million Stecklinge von insgesamt 40 Baum- und Straucharten gepflanzt. Von 1968 bis 1972 wurden der Nordhang und Teilbereiche der Westböschung bepflanzt. Wegen der Bodenverhältnisse und der jahrzehntelangen Immissionsbelastung durch das benachbarte Braunkohlenveredlungswerk waren die Anwuchserfolge nicht immer zufriedenstellend.
Fehlende geotechnische Erfahrung bei der Verkippung und Vernachlässigung der Haldenentwässerung erzeugten die Gefahr von Rutschungen insbesondere des gleichkörnigen Materials bei entsprechender Wassersättigung. Zwischen 1952 und 1959 gingen an der Ostböschung neun Rutschungen mit Volumina zwischen 40.000 und 900.000 Kubikmeter ab, insgesamt 1,64 Millionen Kubikmeter oder 2 % des Haldenkörpers. Am 12. Dezember 1958 reichte eine Rutschung bis in die Ortslage Trages, wobei ein Anwesen zum Teil verschüttet wurde. Die Verbindungsstraße Mölbis–Trages musste auf einem Teilstück verlegt werden. Zum Schutz gegen weitere Rutschungsausbreitungen wurde um die Ostseite der Halde ein System von eingedeichten Auffangbecken errichtet. Ab 1969 kam die Halde weitgehend zur Ruhe.

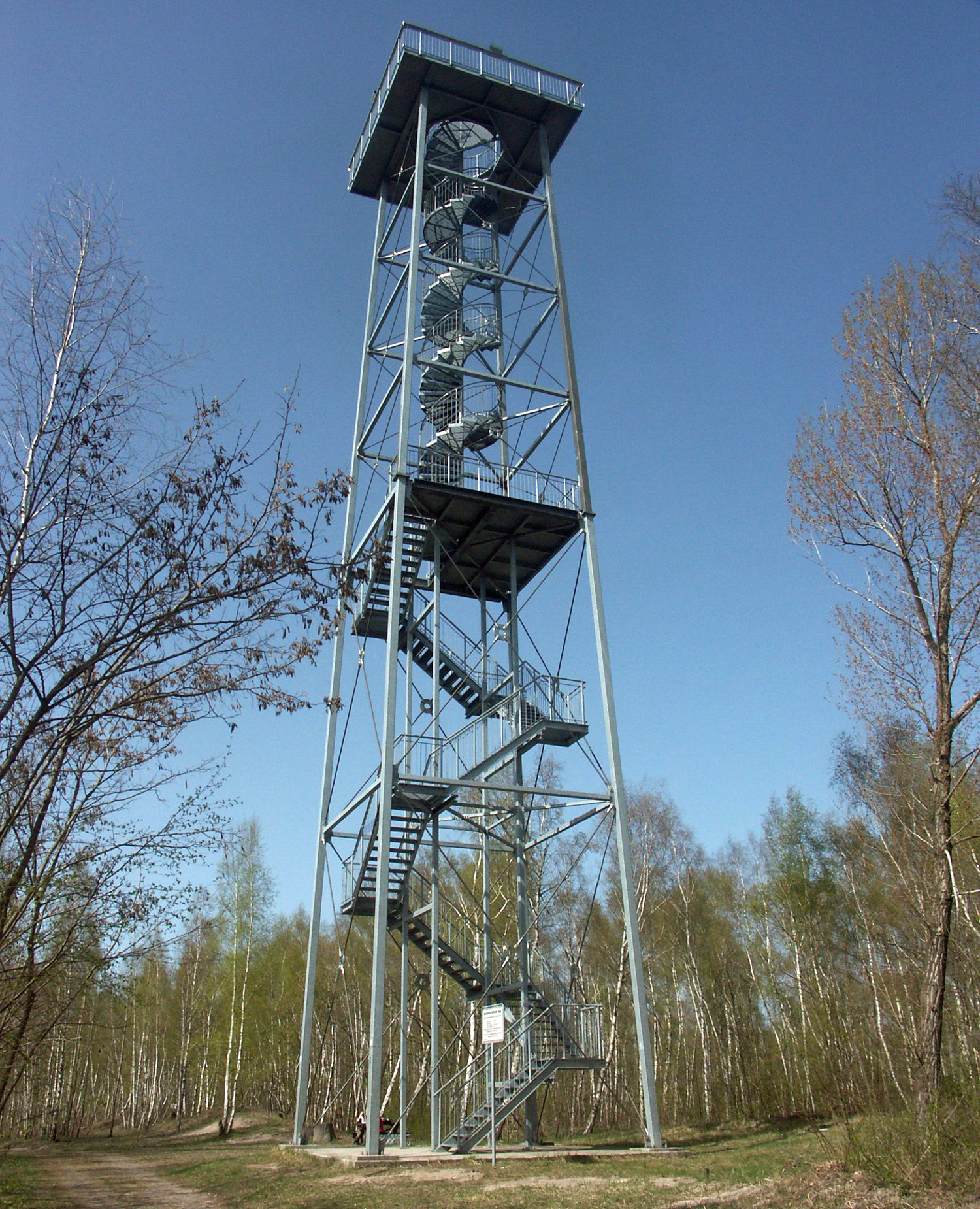
Der Aussichtsturm

Bereits Ende der 1940er-Jahre begann man an der Südostflanke auch mit der Verkippung von Asche aus dem Kraftwerk Espenhain. Mit der Errichtung des Großkraftwerks Thierbach Ende der 60er Jahre kam noch die Verspülung der Asche in Aschespülbecken dazu. Außerdem wurden auch Teer- und andere Abprodukte verkippt.
Mit der Stilllegung der Kohleveredelung unmittelbar nach der Wende verbesserten sich die Umweltbedingungen auf der Halde Trages rapide. 1999 wurde auch die Ascheverspülung durch das Kraftwerk Thierbach eingestellt. Die Halde wurde zum Erholungsgebiet. 1999 wurde der Rundweg über die Halde mit verschiedenen Aussichtspunkten, Erläuterungstafeln, Erinnerungsstücken an den früheren Bergbau und einer Schutzhütte eröffnet. Die Lausitzer und Mitteldeutsche Bergbau-Verwaltungsgesellschaft mbH (LMBV), die die Nachfolgelandschaften ehemaliger Braunkohle-Tagebaue verwaltet, saniert und gestaltet, errichtete 2002 in der Nähe der Südostecke des Plateaus einen 33 Meter hohen Aussichtsturm. Die Rundumsicht gestattet bei entsprechenden Wetterbedingungen Fernsichten bis ins Erzgebirge, das Thüringer Holzland und zum Petersberg bei Halle.
Seit 1990 befindet sich die Halde im Besitz eines privaten Forstbetriebes, der die forstliche und jagdliche Betreuung des Haldenwaldes übernommen hat.

## Flora und Fauna
Der Baumbestand der Halde setzt sich heute aus Hängebirken, Hybrid-Pappeln, Espen, Rot- und Grauerlen, Robinien, Bergahorn, Stiel- und Roteichen sowie Sal-Weiden zusammen. Während die Pappeln gepflanzt wurden, siedelten sich Birken und Espen sukzessiv an. Die drei Baumarten gelten als Pioniergehölze mit hoher Anpassungsfähigkeit an extreme Standortverhältnisse und prägen die erste Waldgeneration auf der Halde. Die Strauchschicht wird durch Roten Hartriegel, Liguster, Sanddorn und Berberitze sowie verschiedene Wildrosen, Himbeer- und Brombeerarten geprägt.

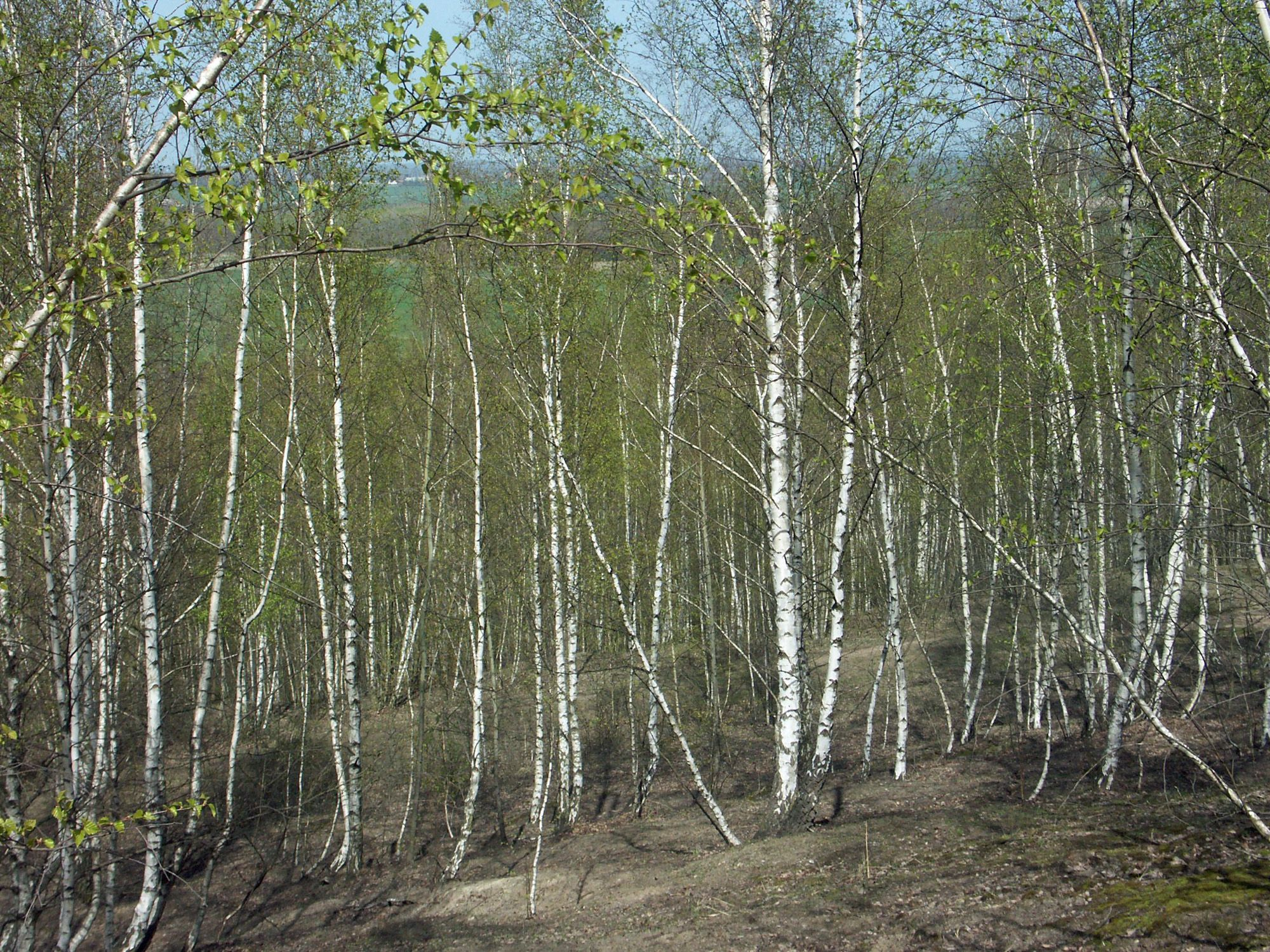
Birkenbestand am Nordhang

Insgesamt wurden auf der Halde 241 höhere Pflanzenarten, jeweils 29 Moos- bzw. Pilzarten und 6 Flechtenarten nachgewiesen. Floristische Besonderheiten bilden die Vorkommen von Echtem Tausendgüldenkraut sowie der Orchideenarten Sumpf-Stendelwurz und Fleischfarbenes Knabenkraut auf Feuchtstandorten sowie Großes Zweiblatt, Breitblättrige und Braunrote Stendelwurz auf dem Plateau. So weisen Bergbaufolgelandschaften wie die Halde Trages für den floristischen Artenschutz bedeutsame Habitatstrukturen auf. Insbesondere auf den nährstoffarmen Böden siedeln seltene und zum Teil vom Aussterben bedrohte Pflanzenarten, die in der durch Nährstoffüberangebote geprägten Agrarlandschaft längst verschwunden sind.
Im Haldenbereich sind die größeren Säugetiere durch Reh, Wildschwein, Dachs, Rotfuchs, Feldhase, Wildkaninchen, Igel und Steinmarder vertreten. Es wurden 73 Brutvogelarten beobachtet. Etwa ein Viertel dieser Arten ist in der Roten Liste des Freistaates Sachsen enthalten. Dazu gehören unter anderen Wachtel, Dorngrasmücke, Goldammer, Brachpieper, Steinschmätzer und Schwarzkehlchen.
Es wurden acht Amphibien- und zwei Reptilienarten festgestellt, ebenfalls zum größten Teil auf der roten Liste Sachsens. Die wasserarme Halde bietet aber auch günstige Lebensräume für Insekten und Spinnen. Über 50 Arten sind bisher nachgewiesen worden.

An- und Aussichten der Halde
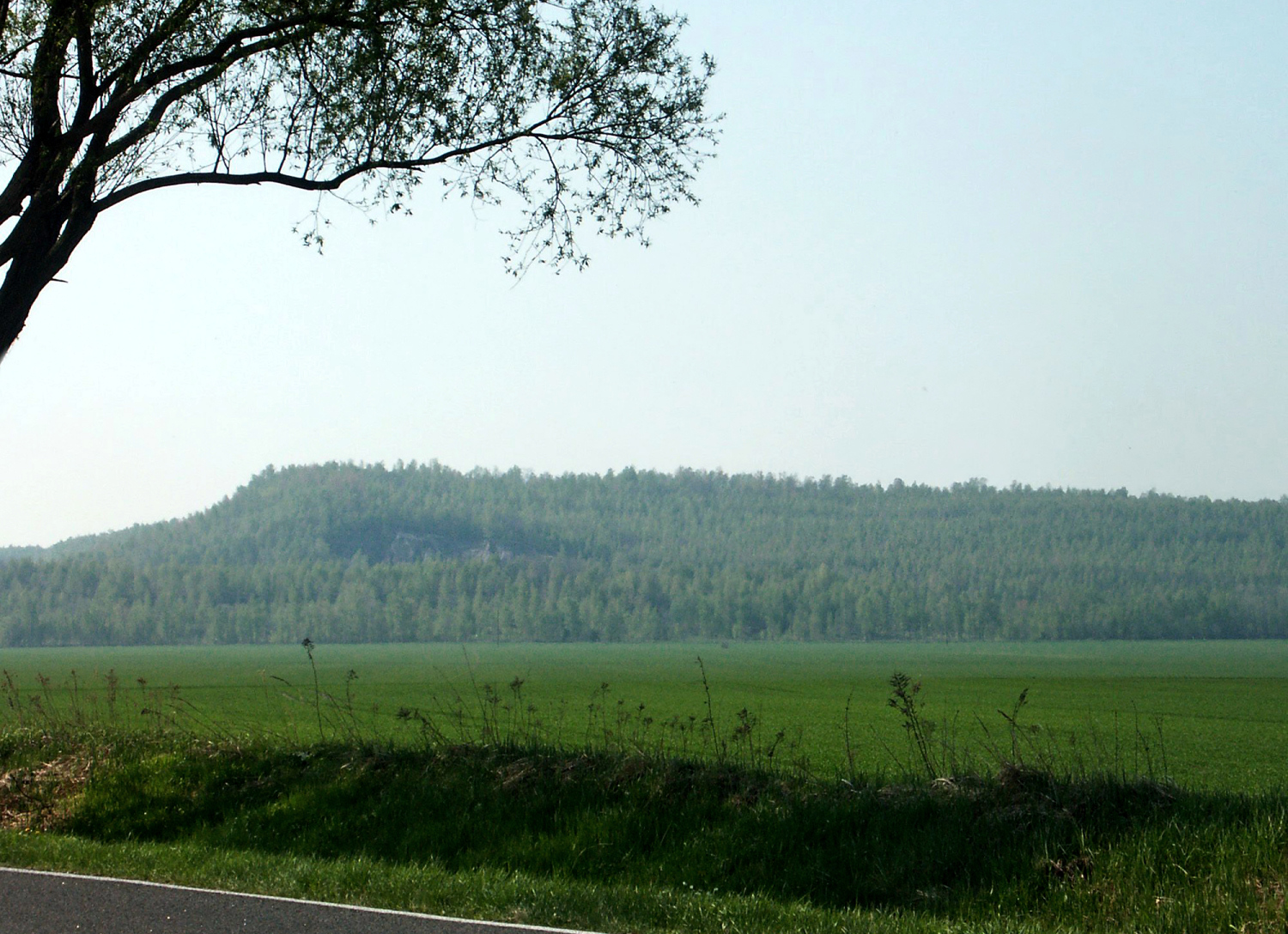
Die Halde von Norden
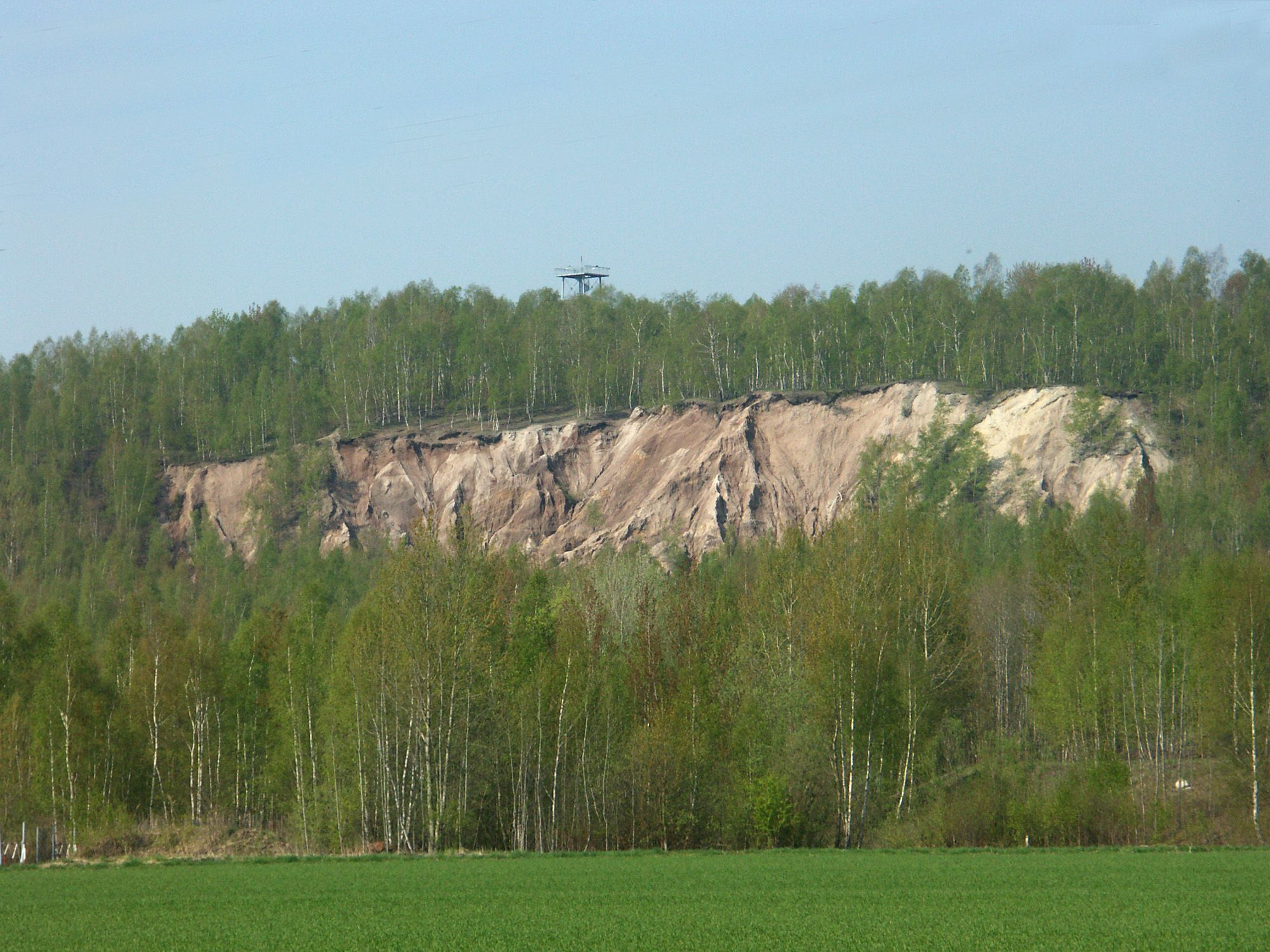
Bodenerosion an der Ostseite
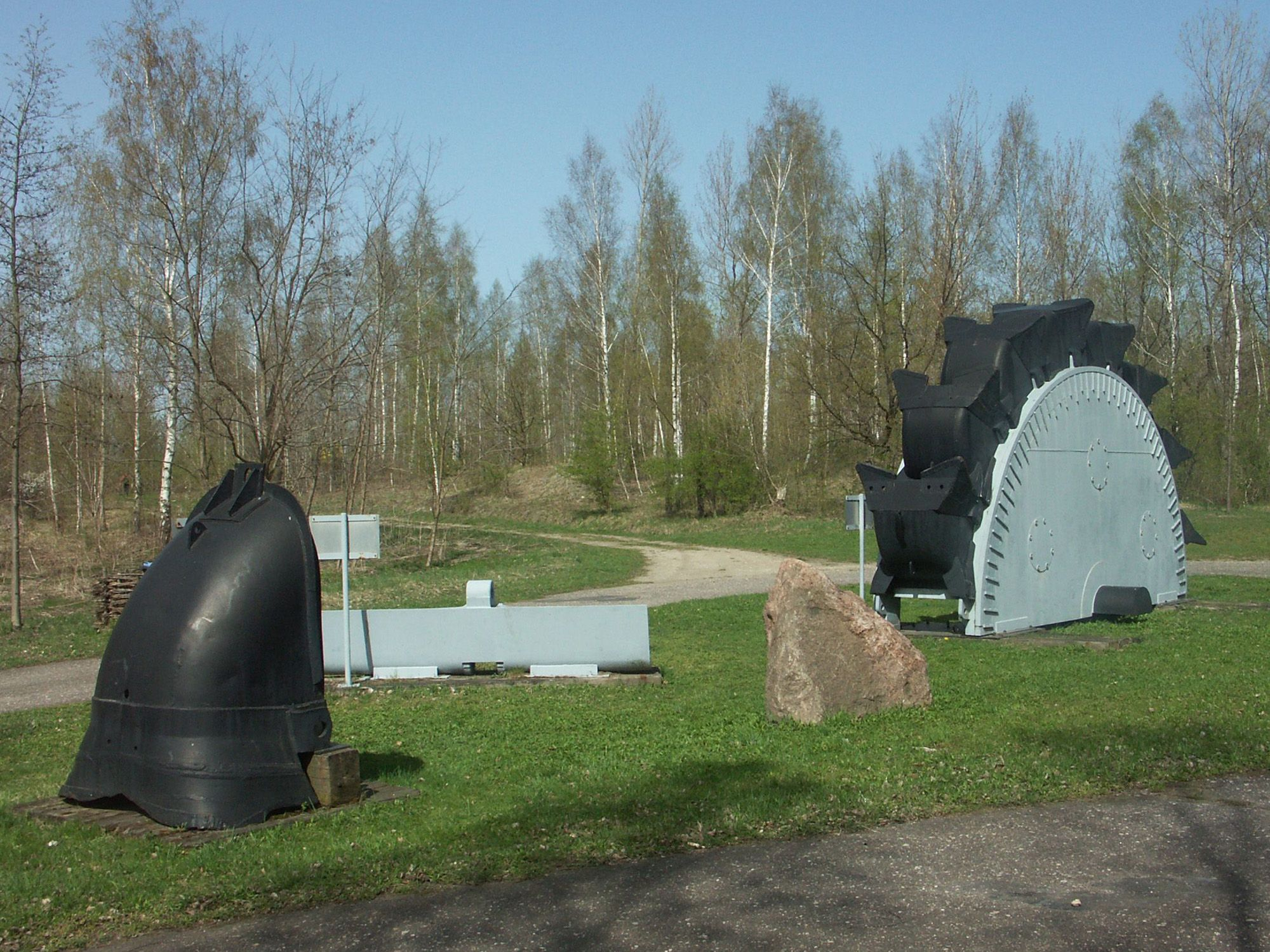
Erinnerung an den Bergbau
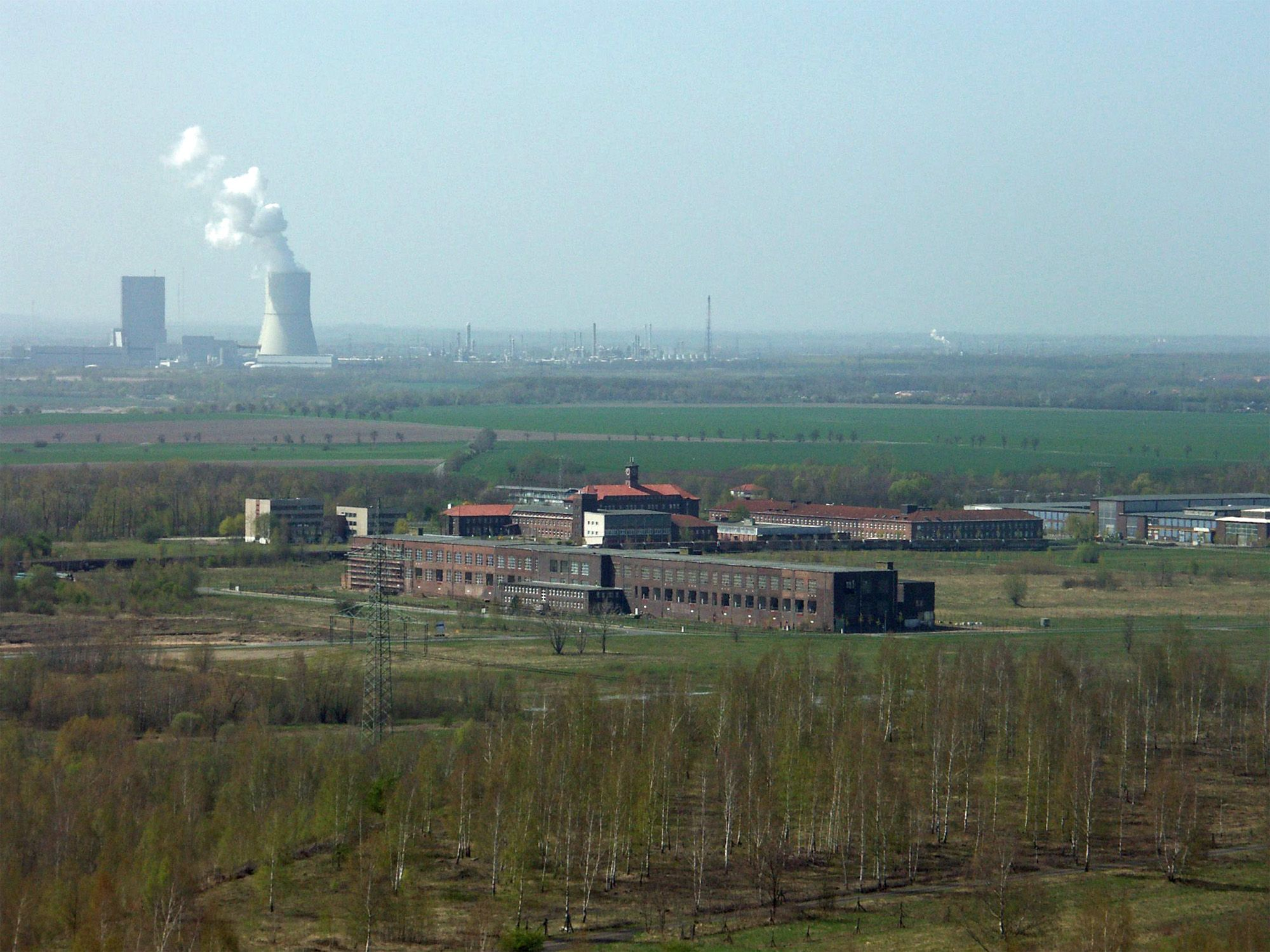
Ehemaliges Werk Espenhain, hinten Kraftwerk Lippendorf
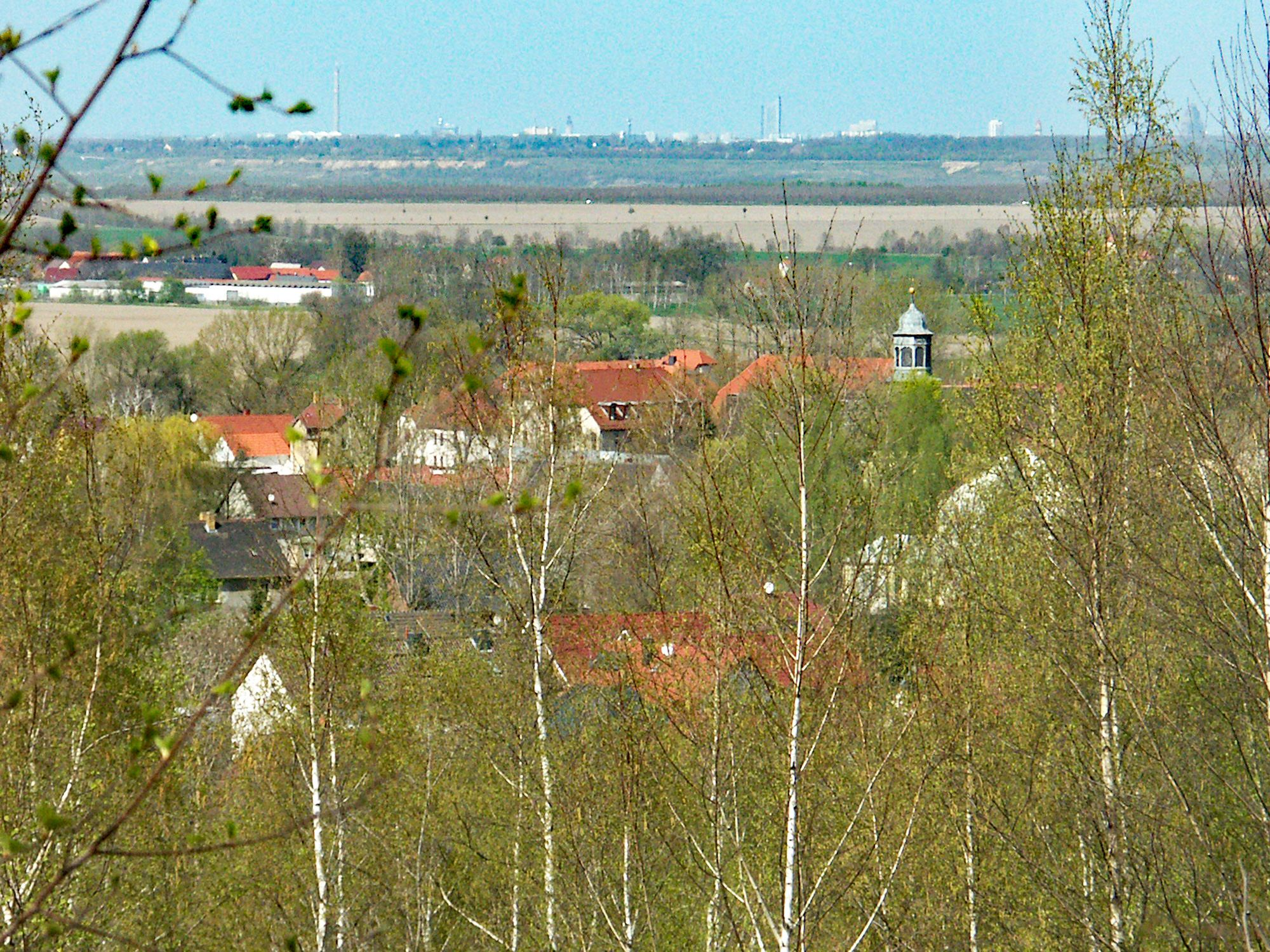
Mölbis und Pötzschau, hinten die Skyline von Leipzig
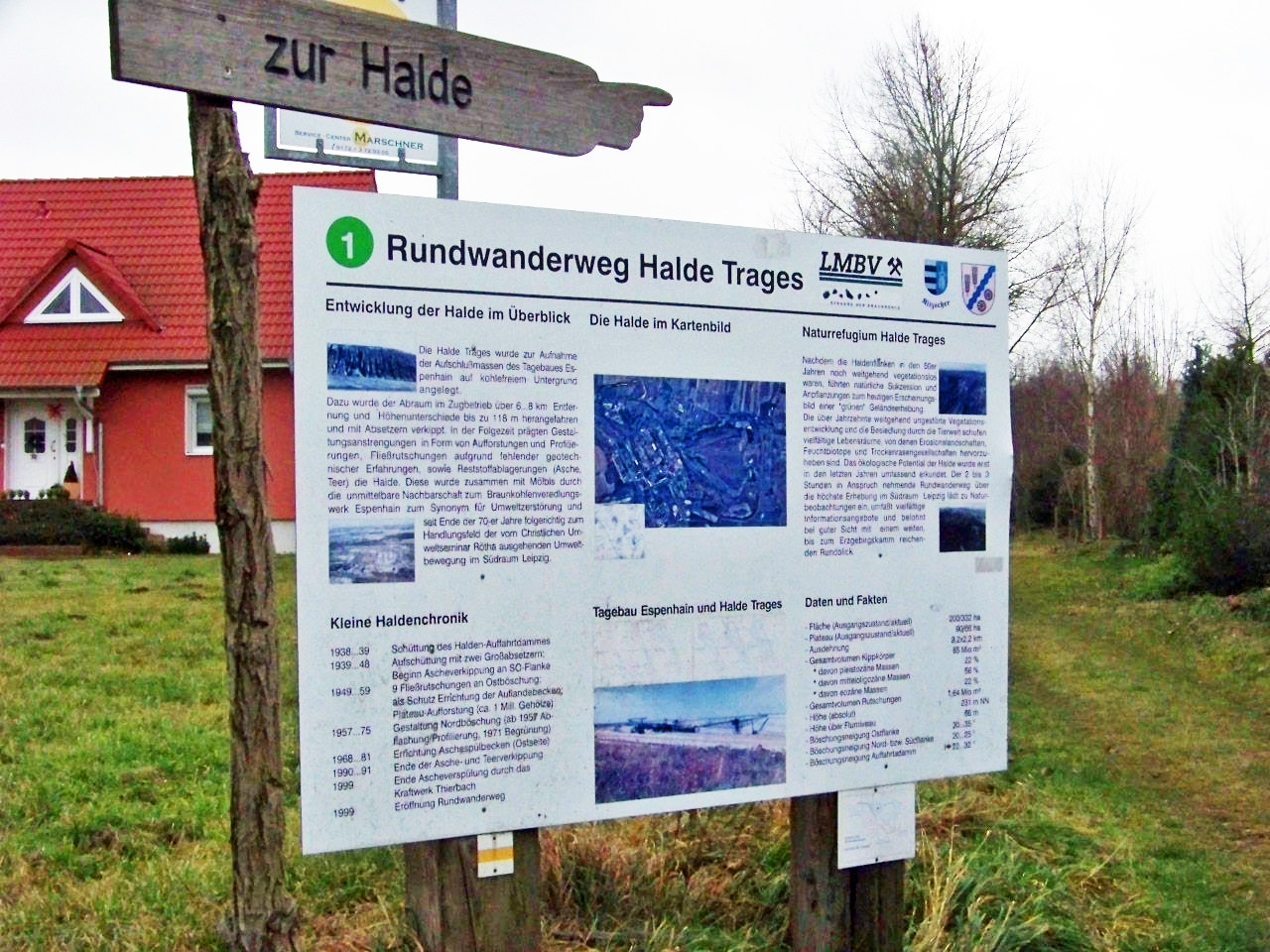
Infotafel in Mölbis